# Dasyopa intermedia
Dasyopa intermedia är en tvåvingeart som beskrevs av Cherian 1990. Dasyopa intermedia ingår i släktet Dasyopa och familjen fritflugor. Inga underarter finns listade i Catalogue of Life.